# Aeschynanthus sanguineus
Aeschynanthus sanguineus är en tvåhjärtbladig växtart som beskrevs av Rudolf Schlechter. Aeschynanthus sanguineus ingår i släktet Aeschynanthus och familjen Gesneriaceae. Inga underarter finns listade i Catalogue of Life.